# Janusz d'Opava
 Janusz ou Hanuš d'Opava (également connu comme Janusz de Fulnek, tchèque : Hanuš z Fulneka, tchèque : Hanuš Hlubčický, allemand : Johann I. von Troppau-Leobschütz; né vers 1420  – vers le 2 juillet 1454) fut un membre de la lignée d'Opava de la dynastie tchèque des Přemyslides. Il fut corégent du Duché d'Opava et de Głubczyce de la mort de son père vers 1445/1447) à sa propre mort. Il fut également seigneur de 
Fulnek.

## Biographie
Janusz (en tchèque Hanuš) parfois également traduit par Jean est le fils ainé du duc Venceslas II d'Opava et Głubczyce et de son épouse Elisabeth de Kravař. À la mort de leur père vers  1445/1447 Januzs/Hanuš et son jeune frère Jean III le Pieux héritent conjointement de Głubczyce (en allemand Leobschütz) et d'un tiers du Duché d'Opava  (en allemand Troppau) comme corégents. Janusz/Hanuš qui réside à Wodzisław Śląski (en allemand Loslau) et contrôle aussi en propre Fulnek depuis 1448 meurt célibataire et sans héritier en 1454 et son frère hérite de ses possessions.